# 本黑田站
本黑田站（日语：／ Hon-Kuroda eki */?）是位於兵庫縣西脇市黑田庄町黑田字西之內，西日本旅客鐵道（JR西日本）的加古川線車站。

## 歷史
- 1924年（大正13年）12月27日 - 播丹鐵道 野村站（現時：西脇市站）至谷川站之間開通，此站啟用。當時為旅客和貨物車站[1][2]。
  - 當時車站位於兵庫縣多可郡黑田庄村（日语：黒田庄町）黑田字西之內。
- 1943年（昭和18年）6月1日 - 播丹鐵道被國有化，成為鐵道省加古川線車站[3]。
- 1960年（昭和35年）1月1日 - 隨著黑田庄村實施町制，成為黑田庄町（日语：黒田庄町），車站地址變為兵庫縣多可郡黑田庄町黑田字西之內。
- 1964年（昭和39年）11月1日 - 結束貨物起卸業務。
- 1986年（昭和61年）11月1日 - 成為無人車站。
- 1987年（昭和62年）4月1日 - 伴隨國鐵分割民營化，車站由西日本旅客鐵道（JR西日本）營運。
- 1990年（平成2年）6月1日 - 加古川鐵道部（日语：加古川鉄道部）成立，並管轄此站[4]。
- 2005年（平成17年）10月1日 - 隨著西脇市成立，車站地址變為現址。
- 2009年（平成21年）7月1日 - 隨著加古川鐵道部廢止，變由神戶分社（日语：西日本旅客鉄道神戸支社）直轄，此站由加古川站管理[5][6]。
- 2020年（令和2年）3月 -舊車站大樓拆毀完畢。

## 車站構造
車站是一座地面車站，設有1面1線的單式月台。谷川方向的列車會開啟右邊車門。曾經此站設有2面2線的相對式月台，現時一邊月台已經撤走。月台上設有斜道。
加古川站管理的無人車站，此站沒有自動售票機或乘車站證明書發行機。廁所和電話亭已被拆除。

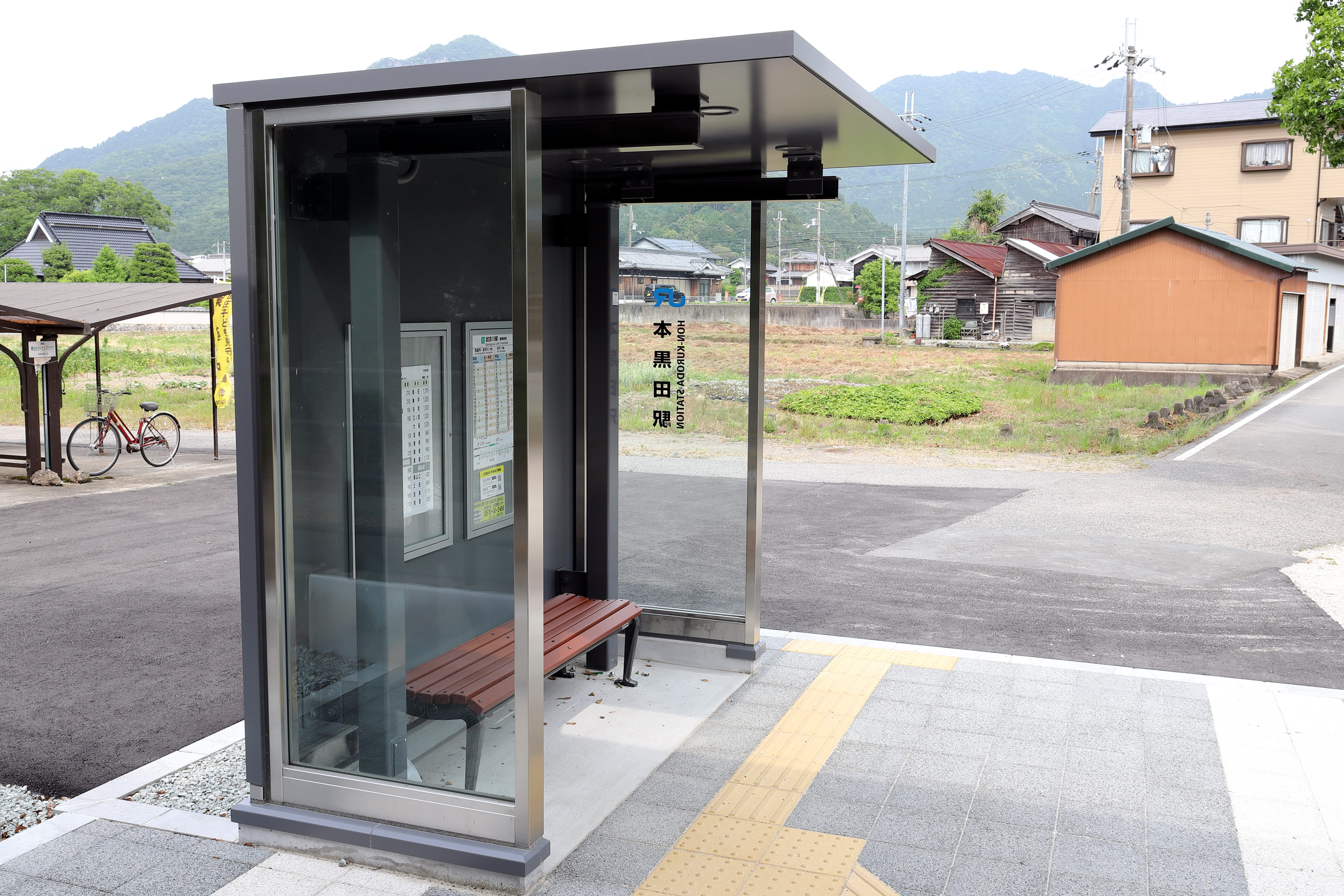
候車室和站前風景（2020年6月6日）
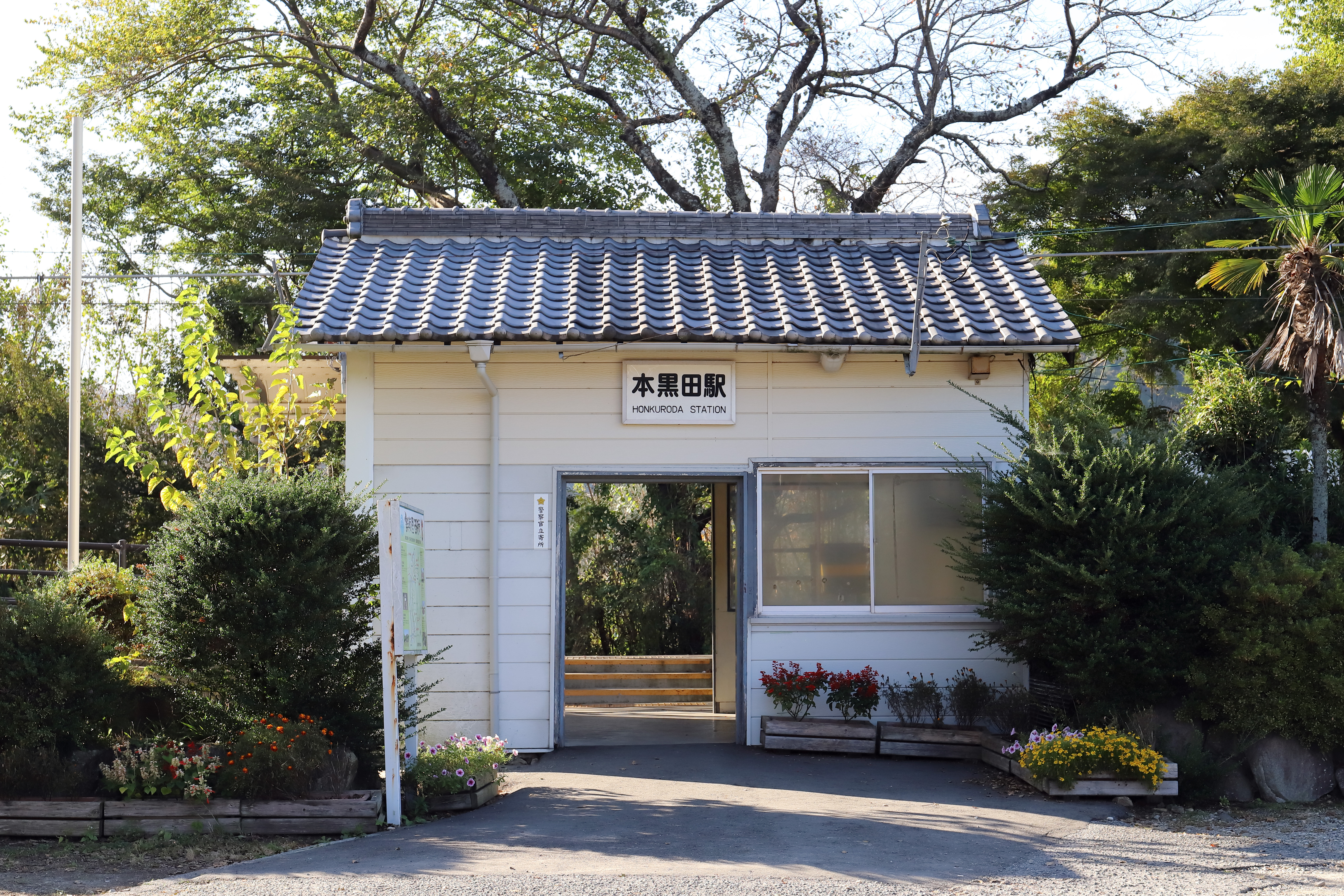
曾經設有公共電話的舊車站大樓（2019年11月2日）
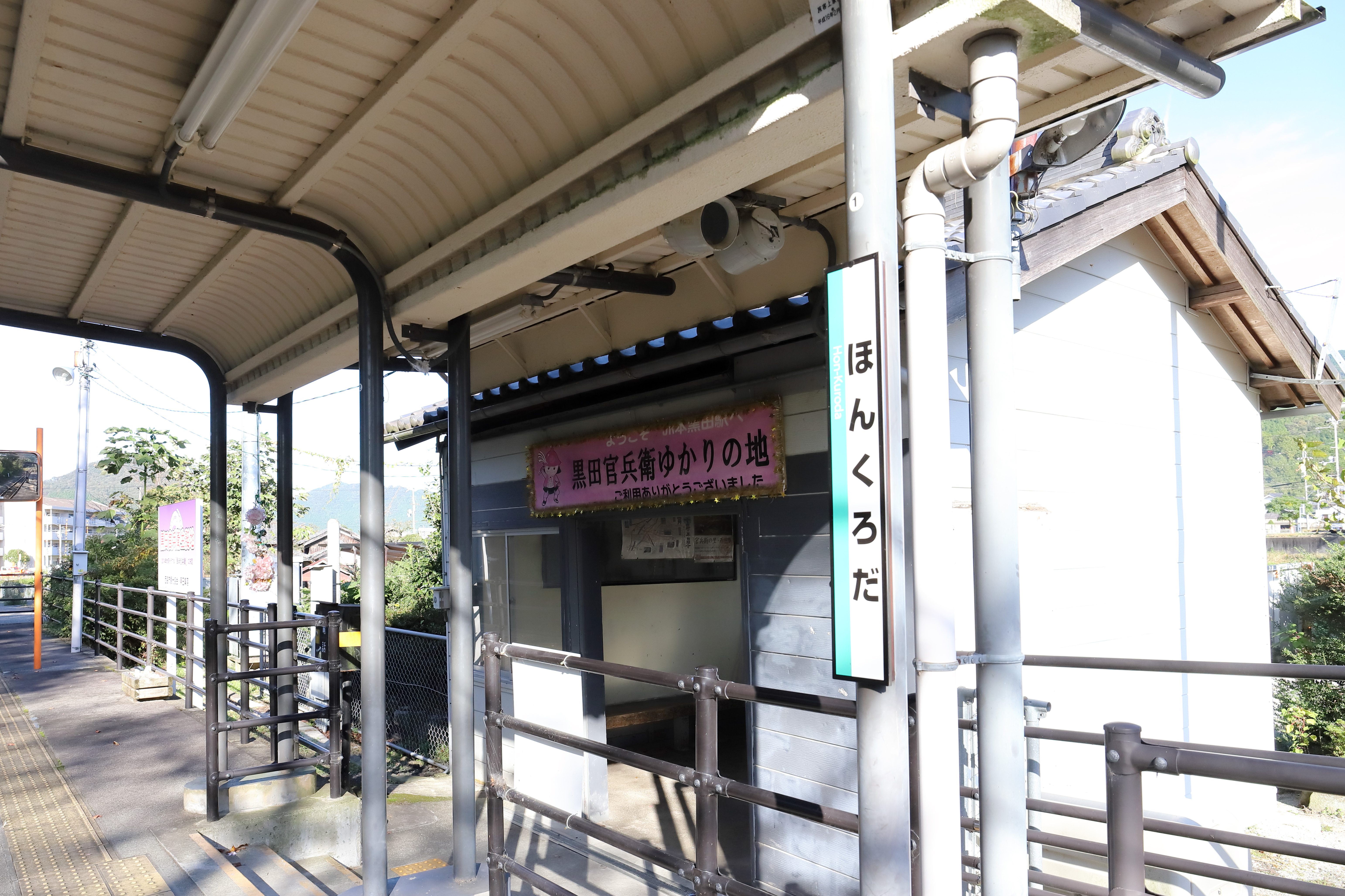
月台望向舊站候車室（2019年11月2日）
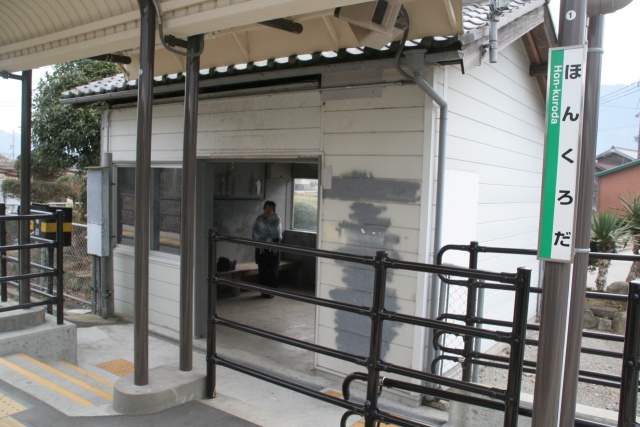
從列車內望向舊站候車室（2007年2月17日）

## 利用狀況
在2019年度，1日平均の乗車人員は32人。
| 年度   | 1日平均 乘車人次 |
| ------ | ---------------- |
| 2000年 | 41               |
| 2001年 | 38               |
| 2002年 | 33               |
| 2003年 | 35               |
| 2004年 | 33               |
| 2005年 | 30               |
| 2006年 | 28               |
| 2007年 | 32               |
| 2008年 | 28               |
| 2009年 | 29               |
| 2010年 | 26               |
| 2011年 | 31               |
| 2012年 | 30               |
| 2013年 | 36               |
| 2014年 | 30               |
| 2015年 | 31               |
| 2016年 | 32               |
| 2017年 | 29               |
| 2018年 | 33               |
| 2019年 | 34               |

## 車站周邊
- 本黑田簡易郵局
- 黑田庄中學[8]
- 莊嚴寺（日语：荘厳寺 (西脇市)）
- 大山紀念醫院

## 巴士路線
神姬綠色巴士設有前往多可町方向的巴士路線。站前的縣道上設有巴士站。
本黑田站前巴士站（神姬綠色巴士）
- 經中安田、多可町公所前往鍛冶屋
- 經東安田公民館、中安田、多可町公所、日赤醫院前往鍛冶屋
- 經中安田、多可町公所前往多可高校口

## 相鄰車站
西日本旅客鐵道（JR西日本）
 加古川線
黑田庄－本黑田－船町口

## 注腳
1. 1 2 3 4 5 6 7  . 神戶新聞綜合出版中心. 2011-12-15: 217. ISBN 9784343006028 （日语）.
2. ↑  「地方鉄道運輸開始」『官報』1925年1月15日（國立國會圖書館數碼化收藏）
3. ↑  「鉄道省告示第120号」『官報』1943年5月25日（國立國會圖書館數碼化收藏）
4. ↑  JRR編《JR気動車客車編成表 2011》交通新聞社，2011年。ISBN 978-4-330-22011-6。
5. 1 2  . 交通新聞 (交通新聞社). 2009-06-25: 1 （日语）.
6. ↑  加古川鉄道部組織改正について（日語）（互聯網存檔）- 西日本旅客鐵道新聞稿 2009年6月19日
7. ↑  兵庫県統計書令和元年版 （页面存档备份，存于）（日語）
8. ↑  . 西日本旅客鉄道.   [2014-11-11]. （原始内容存档于2016-03-06）.

## 外部連結
- 本黑田｜車站資訊：JR出門網 - 西日本旅客鐵道